# Ergates pauper
Ergates pauper är en skalbaggsart som beskrevs av Linsley 1957. Ergates pauper ingår i släktet Ergates och familjen långhorningar. Inga underarter finns listade i Catalogue of Life.